# 人造肌肉
人造肌肉是一种通用术语，指的是用于模仿天然肌肉的致动器、材料或装置，人造肌肉可以感受外部刺激（例如电压，电流，压力或温度）而在一个部件内可逆地收缩、膨胀或旋转。   三个基本的致动响应类型（收缩、膨胀和旋转）可以在单个部件内组合在一起以产生其他类型的运动，例如，人造肌肉可以通过收缩材料的一侧而扩展另一侧。传统的马达和气动线性元件或旋转致动器并不能被称为人造肌肉，这是因为在上述机械的致动中涉及了多于一个的部件。 
与传统的刚性执行器相比，人造肌肉有着高灵活性和多功能性，这使得它有可能成为一种重要的新兴技术 。虽然目前人造肌肉使用有限，但该技术在工业，医学，机器人和许多其他领域中具有广泛的潜在应用。   

## 与天然肌肉比较
虽然现在没有比较制动器的一般标准，但是人造肌肉技术有着“功率标准”，即将人造肌肉的特性与天然肌肉相比。大体上说，比较标准包括应力、应变、应变速率、循环寿命和弹性模量 。也有一些研究人员已经考虑了其他标准（Huber等，1997），例如致动器密度和应变分辨率。 截至2014年，已知的最强大的人造肌纤维的功率是相同长度天然肌肉纤维的上百倍。 
研究人员测量了人造肌肉的速度， 能量密度 ，功率，效率和形变量。可惜的是，没有一种人造肌肉在所有测试项目中都能名列榜首。 

## 类型
根据其驱动机制，可将人造肌肉进行分类。 

### 电场驱动
电活性聚合物（EAPs）是可以通过施加电场来致动的聚合物。目前，最突出的EAPs包括压电聚合物、介电致动器（DEA）、电致伸缩介质弹性体、液晶弹性体（LCE）和铁电聚合物。虽然这些电活性聚合物可以弯曲，但它们的扭矩运动能力低，这限制了它们目前作为人造肌肉的用途。尽管面临着诸多困难，但自20世纪90年代以来，EAP技术仍取得了重大进展。 

### 气体驱动
气动人工肌肉（PAM）通过用加压空气填充气囊而起作用。在向气囊施加气体压力时，气囊会发生各向同性的体积膨胀，但是受围绕气囊的编织线限制，PAM会将体积的膨胀转换成沿致动器轴线的收缩。今天最常用的PAM是一种被称为McKibben Muscle的圆柱形编织肌肉，它是由JL McKibben在20世纪50年代首次开发的。 

### 热驱动
热驱动人造肌肉有着扭曲的纱线结构，通过外部加热或者电热，使扭曲的纱线或者纱线内部的填充物受热膨胀从而引起整条人造肌肉纱线的收缩。

### 溶剂吸收驱动
溶剂吸收人造肌肉有与热驱动人造肌肉类似的纱线结构，通过对人造肌肉表面喷洒溶剂液体或者溶剂蒸汽，使纱线内部的材料吸收从而体积发生膨胀来引起整条人造肌肉的收缩。

### 电化学驱动
电化学人造肌肉一般都在溶液或者凝胶中工作，在通电的情况下，利用溶液中离子移动填充使得纱线内部膨胀从而收缩。一般情况下溶液中的阴阳离子体积相差巨大。

## 控制系统
三种类型的人造肌肉具有不同的制动方式，这些不同的方式进而影响了控制它们致动所需的系统类型。然而，值得注意的是，控制系统通常被设计成满足给定实验的规格，一些实验要求组合使用各种不同的致动器或混合控制方案。其中电压控制、电活性聚合物控制、气动控制和热控制为常见的几种类型。 

## 应用
人造肌肉技术在仿生机器中具有广泛的潜在应用（例如机器人、工业执行器、动力外骨骼等）。基于EAP的人造肌肉结合了轻量化，低功率要求，弹性和灵活性等优点，可用于运动和机械操作。 未来的EAP设备将应用于航空航天、汽车工业、医学、机器人、娱乐、动画、玩具、服装、触觉和触觉界面、噪声控制、传感器、发电机和智能结构等诸多方面。
与传统气动缸相比，气动人造肌肉还具有更大的灵活性，可控性和轻便性。  大多数PAM应用涉及使用类似McKibben的肌肉。 诸如SMA的热致动器具有各种军事、医疗、安全和机器人应用，并且还可以用于通过机械形状变化产生能量。 